# Standbeeld van Fred Derby
Het standbeeld van Fred Derby staat op het Pater Weidmannplein in de middenberm van de Dr. Sophie Redmondstraat, bij de kruising met de Fred Derbystraat. Het bronzen monument is gemaakt door Erwin de Vries en werd onthuld op 28 april 2012.
Fred Derby (1940-2001) was de aanvoerder van de vakcentrale C-47 en later van de Surinaamse Partij van de Arbeid. Hij kwam uit deze buurt, Frimangron. Hij woonde om de hoek van waar het beeld nu staat.
Het standbeeld kwam tot stand dankzij een speciaal opgerichte stichting, onder voorzitterschap van vakbondsleider Siegfried Gilds. Gilds noemde Derby een staatsman die transparant was en goed in argumenteren. De stichting wil met het beeld bereiken dat Derby een rolmodel vormt voor de samenleving.
Drie weken later, op 19 mei 2012, kwamen de vakbondsleiders Robby Berenstein en Robby Naarendorp voor een bezoek aan het beeld om een krans te leggen op Derby's elfde sterfdag.
Als aanvoerder van C-47 werd hij in de avond van 7 december 1982 opgepakt en naar Fort Zeelandia overgebracht. Alle ander vijftien arrestanten werden door de militaire machthebbers geëxecuteerd. Derby werd als enige geselecteerd om te overleven. Er kwam een geruchtenmachine op gang, alsof hij een verrader zou zijn geweest voor de militairen. Derby sprak dit tegen en legde zijn verhaal vast bij de rechter-commissaris. Dit gerucht werd ook tegengesproken in het boek De Decembermoorden in Suriname van Jan Sariman, evenals door ingevoerde journalisten als Harmen Boerman en Joost Oranje.